# Naturschutzgebiet Riemke

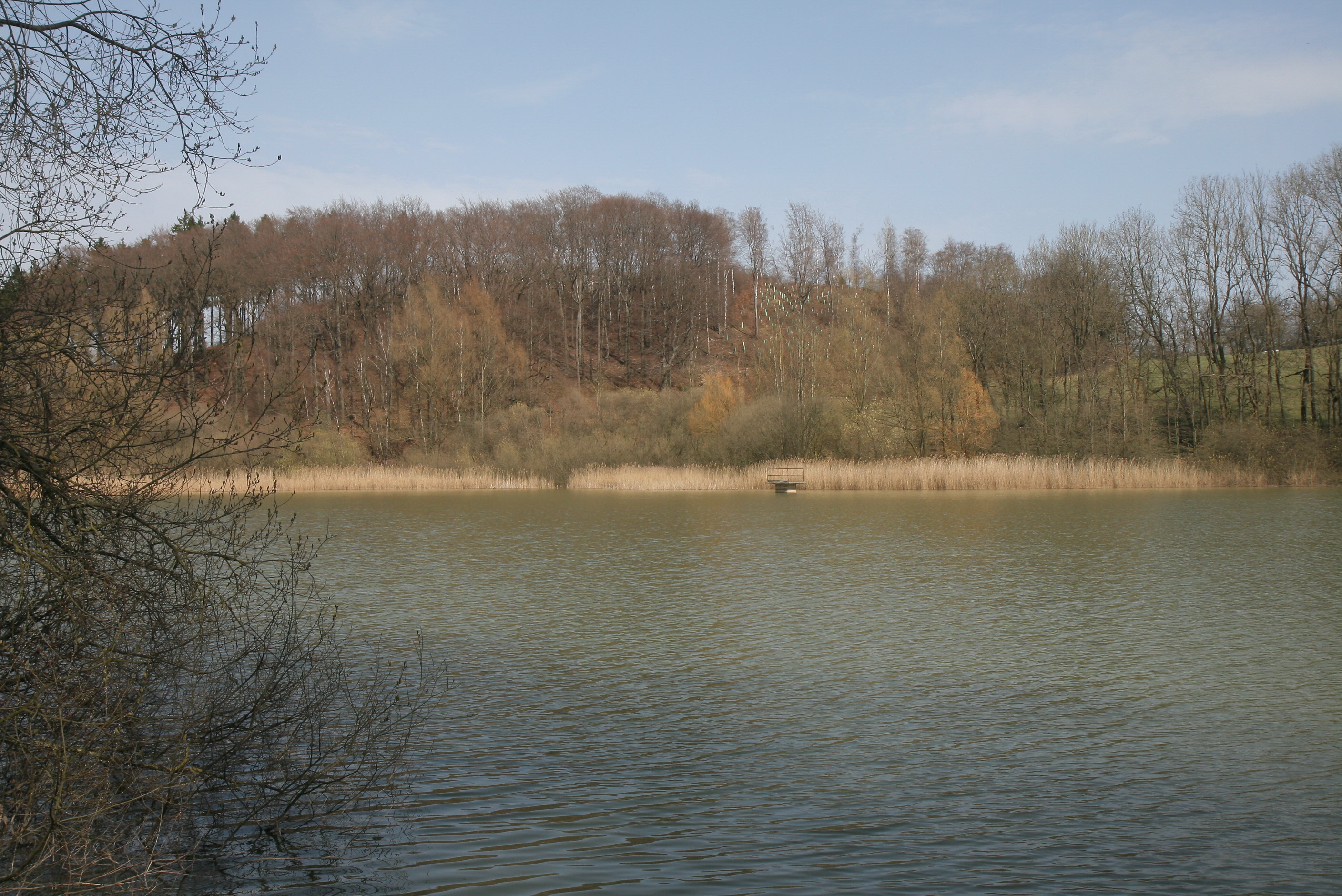
Teich im südlichen Teil des NSG

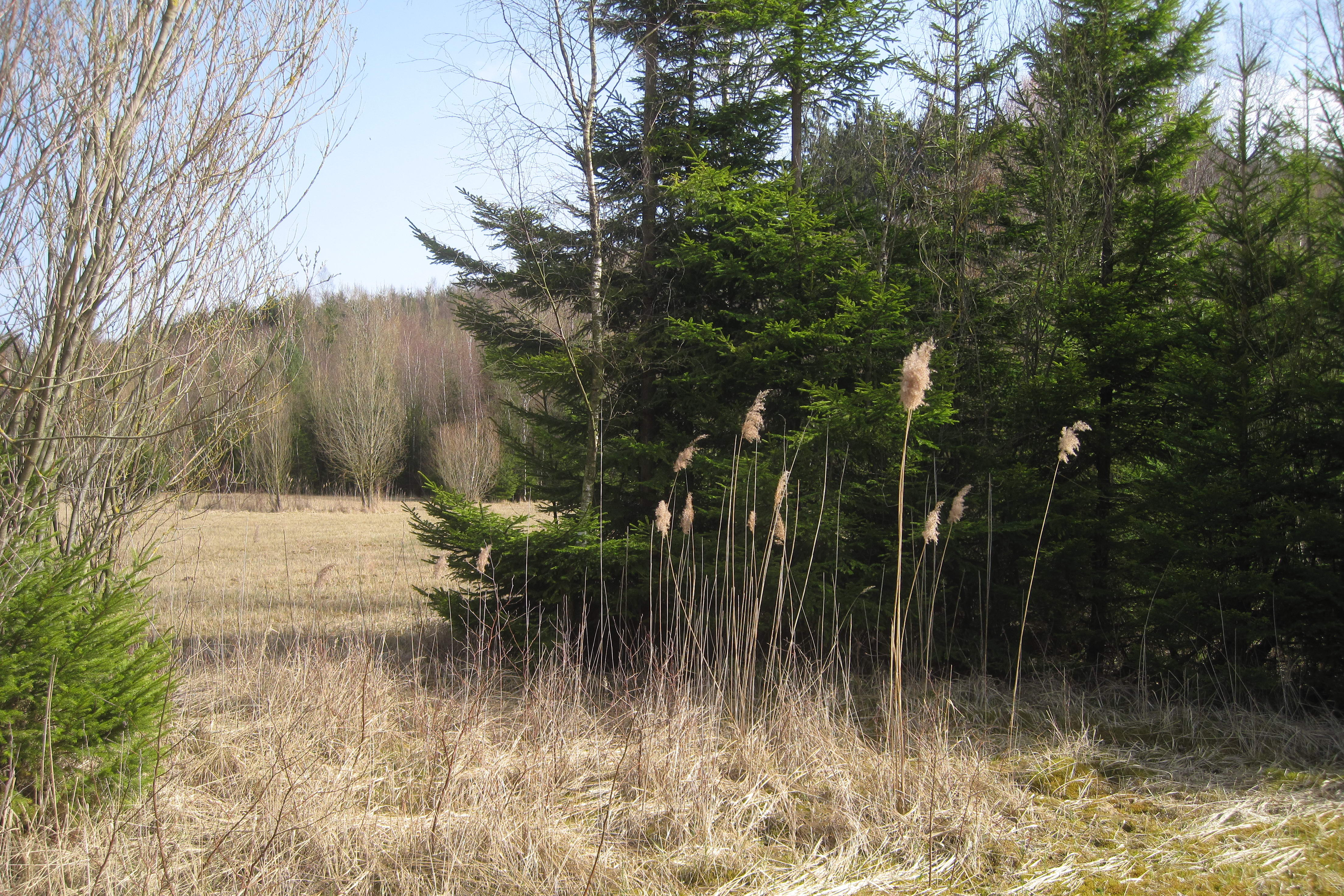
Verlandungsbereich im nördlichen Teil des NSG

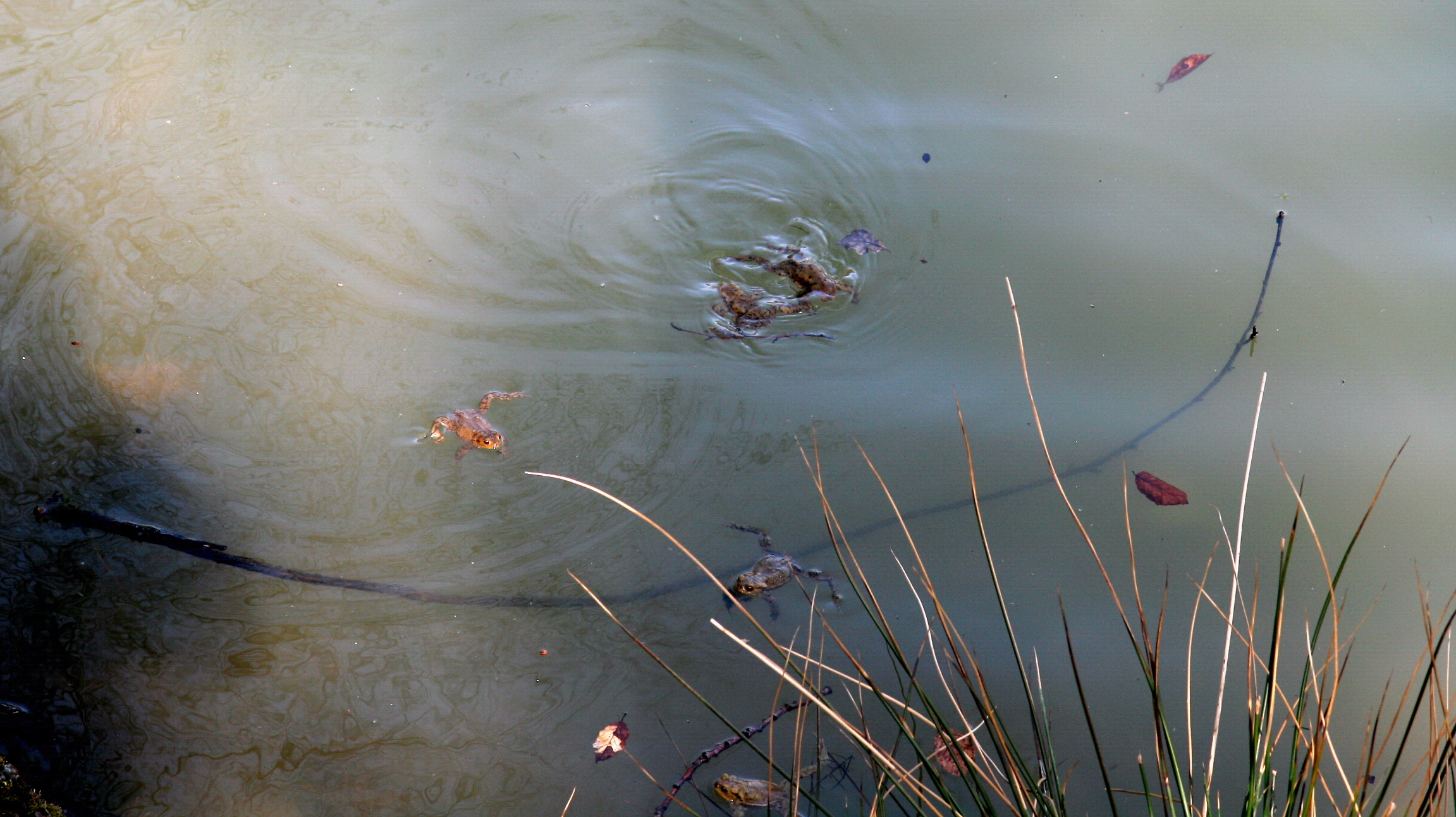
Erdkröten im Teich des NSG

Das Naturschutzgebiet Riemke, dessen Name bis August 2015 Ehemaliger Klärteich nördlich von Riemke war, ist ein 10,52 ha großes Naturschutzgebiet (NSG) nördlich von Riemke im Stadtgebiet von Hemer im Märkischen Kreis in Nordrhein-Westfalen. Das NSG wurde 1989 vom Kreistag des Märkischen Kreises mit dem Landschaftsplan Nr. 2 Balve-Mittleres-Hönnetal unter dem Namen Naturschutzgebiet Ehemaliger Klärteich von Riemke, Stadt Hemer erstmals ausgewiesen. Das NSG wurde 2015 vom Kreistag des Märkischen Kreises mit dem 2. Änderung Landschaftsplan Nr. 2 Balve-Mittleres-Hönnetal unter dem Namen Riemke erneut ausgewiesen.

## Gebietsbeschreibung
Bei dem NSG handelt es sich um einen ehemaligen Klärteich des Kalkverarbeitungswerkes bei Oberrödinghausen der Rheinisch-Westfälische Kalkwerke (heute Rheinkalk). Die Nutzung des Klärteichs wurde um 1970 aufgegeben. Zwei Drittel des Teiches sind inzwischen verlandet. Im Verlandungsbereich haben sich Röhrichtbestände aus Schilf und Breitblättriger Rohrkolben mit Bittersüßem Nachtschatten gebildet. Teile des Verlandungsbereich sind mit Weidengebüschen mit Salweide, Silberweide und Korbweide bewachsen. In Teilbereichen hat sich ein Pionierwald mit Salweide, Hängebirke, Zitterpappel und Rotfichte entwickelt. In diesem Bereich hat sich Land-Reitgras ausgebreitet. Weil im Pionierwaldbereich viele Orchideen vorkommen werden dort Gehölze entfernt und die Fläche gemäht. 1988 begann der Arbeitskreis Heimische Orchideen Nordrhein-Westfalen mit Mäharbeiten und Gehölzentfernungen. Wegen des kalkhaltigen Bodens befinden sich heute im NSG individuenreiche Bestände der Orchideenarten Breitblättriges Knabenkraut, Geflecktes Knabenkraut und Bastarde zwischen dieser beiden Arten. Auch die Orchideenart Großes Zweiblatt kommt vor. Durch Ansalbung kommt seit 1988 auch der Sumpf-Stendelwurz aus der Familie der Orchideengewächse mit über tausend Exemplaren vor. Bevor der Sumpf-Stendelwurz hier angepflanzt wurde, gab es im ganzen Märkischen Kreis kein Vorkommen.
Wegen des kalkhaltigen Schlammbodens kommen Pflanzenarten wie Blaugrüne Segge, Golddistel, Wilder Majoran, Scharfes Berufkraut und Purgier-Lein vor. In jeweils mehreren hundert Exemplaren kommen auch Echtes Tausendgüldenkraut, Rundblättriges Wintergrün und Gewöhnliche Natternzunge vor.
Im Röhricht brüten Rohrammer und Teichrohrsänger. Auch mehrere Brutpaare Kanadagans brüten am Teich. Der Teich ist Laichgewässer zahlreicher Grasfrösche und Erdkröten.
Das NSG Riemke ist auch Lebensraum für das Sechsfleck-Widderchen geworden.

## Schutzzweck, Verbote und Gebote
Das NSG wurde laut Landschaftsplan ausgewiesen:
- „zur Erhaltung und Entwicklung eines ehemaligen Kalkschlammteiches mit Verlandungsvegetation als Lebensraum seltener und gefährdeter Tier- und Pflanzenarten;
- zur Erhaltung eines bedeutsamen Pflanzenvorkommens;
- wegen der landschaftlichen Schönheit und Einzigartigkeit.“

Es wurden zudem fünf besondere Verbote für das Schutzgebiet erlassen:
- „die Offenlandbereiche vor dem 15.06. zu mähen;
- die Offenlandbereiche zu beweiden;
- das Gewässer mit Fischen künstlich zu besetzen;
- das Gewässer zu beangeln;
- die Erstellung von jagdlichen Einrichtungen und die Durchführung von Hegemaßnahmen(wie z. B. Hochsitze, Wildäsungsflächen, Fütterungen, künstliche Brutstätten) mit Ausnahme der Errichtung von offenen Ansitzleitern und der Wildfütterung in Notzeiten im Sinne der Fütterungsverordnung NRW.“

Der Landschaftsplan führt zwei besondere Gebote für das NSG Riemke auf:
- „geeignete Pflegemaßnahmen zur Erhaltung der Offenlandbereiche nach Maßgabe der Unteren Landschaftsbehörde durchzuführen (gemäß § 26 LG);
- geeignete Entwicklungs- und Pflegemaßnahmen zur Erreichung des Schutzzweckes nach Maßgabe der unteren Landschaftsbehörde durchzuführen (gemäß § 26 LG).“[2]